# スー郡 (ノースダコタ州)
スー郡（英: Sioux County）は、アメリカ合衆国ノースダコタ州の南部に位置する郡である。2010年国勢調査での人口は4,153人であり、2000年の4,044人から2.7％増加した。郡庁所在地はフォートイエーツ市（人口184人）であり、同郡で人口最大の自治体は国勢調査指定地域のキャノンボール（人口875人）である。
スー郡はその全体がスタンディングロック・インディアン居留地の中にあり、その北側30％を構成している。スタンディングロック・インディアン居留地の残り部分はサウスダコタ州内にある。ノースダコタ州ではインディアン居留地の中に全体が入ることでは唯一の郡である。

## 歴史
スー郡は1914年9月3日にノースダコタ州知事ルイス・B・ハンナが創設し、郡名はインディアン居留地に住むスー族インディアン因んで名付けられた。郡政府は1914年9月12日に初めて組織化され、郡庁所在地はその時以来一貫してフォートイエーツにある。

## 地理
アメリカ合衆国国勢調査局に拠れば、郡域全面積は1,128平方マイル (2,922 km2)であり、このうち陸地は1,094平方マイル (2,833 km2)、水域は34平方マイル (88 km2)で水域率は3.03％である。

### 主要高規格道路
- ノースダコタ州道6号線
- ノースダコタ州道24号線
- ノースダコタ州道31号線
- ノースダコタ州道49号線

### 隣接する郡
- モートン郡 - 北
- エモンズ郡 - 東
- コーソン郡 (サウスダコタ州) - 南
- アダムズ郡 - 西
- グラント郡 - 北西

### 国立保護地域
- シーダー川国立草原（部分）

## 人口動態
以下は2000年の国勢調査による人口統計データである。
| 基礎データ - 人口: 4,044人 - 世帯数: 1,095 世帯 - 家族数: 871 家族 - 人口密度: 1人/km2（4人/mi2） - 住居数: 1,216軒 - 住居密度: 0軒/km2（1軒/mi2） 人種別人口構成 - 白人: 14.34% - アフリカン・アメリカン: 0.02% - ネイティブ・アメリカン: 84.59% - アジア人: 0.02% - 太平洋諸島系: 0.05% - その他の人種: 0.07% - 混血: 0.89% - ヒスパニック・ラテン系: 1.61% 先祖による構成 - ドイツ系：11.5％ 年齢別人口構成 - 18歳未満: 40.3% - 18-24歳: 11.1% - 25-44歳: 26.9% - 45-64歳: 16.2% - 65歳以上: 5.6% - 年齢の中央値: 24歳 - 性比（女性100人あたり男性の人口） - 総人口: 104.2 - 18歳以上: 99.7 | 世帯と家族（対世帯数） - 18歳未満の子供がいる: 48.9% - 結婚・同居している夫婦: 39.1% - 未婚・離婚・死別女性が世帯主: 29.1% - 非家族世帯: 20.4% - 単身世帯: 16.6% - 65歳以上の老人1人暮らし: 4.4% - 平均構成人数 - 世帯: 3.63人 - 家族: 3.98人 収入と家計 - 収入の中央値 - 世帯: 22,483米ドル - 家族: 24,000米ドル - 性別 - 男性: 22,039米ドル - 女性: 19,458米ドル - 人口1人あたり収入: 7,731米ドル - 貧困線以下 - 対人口: 39.2% - 対家族数: 33.6% - 18歳未満: 44.4% - 65歳以上: 25.8% 人口1人あたり収入は全米でも最も低いクラスにある。 |

## 都市と町

### 都市
- フォートイエーツ - 郡庁所在地
- セルフリッジ
- ソレン

注: ノースダコタ州の法人化された自治体は、その大きさに拠らず全て「市」になる

### 国勢調査指定地域
- キャノンボール

### 郡区
- メンズ